# Resolutie 137 Veiligheidsraad Verenigde Naties
Resolutie 137 van de Veiligheidsraad van de Verenigde Naties werd op de laatste dag van mei 1960 aangenomen zonder stemming.

## Inhoud
De Veiligheidsraad betreurde het overlijden van rechter Hersch Lauterpacht op 8 mei. Opgemerkt werd dat hierdoor een vacature was vrijgekomen voor de rest van de ambtstermijn van de overledene, die volgens het Statuut van het Hof moest worden ingevuld. De datum van de verkiezing hiervoor moest door de Veiligheidsraad  worden bepaald. Besloten werd dat de verkiezing zou worden gehouden tijdens de vijftiende sessie van de Algemene Vergadering.

## Nasleep
Op 16 november werd Gerald Fitzmaurice (Verenigd Koninkrijk) verkozen om de vacature op te vullen. Hij zetelde uiteindelijk tot 1973 in het Internationaal Gerechtshof.

## Verwante resoluties
- Resolutie 117 Veiligheidsraad Verenigde Naties
- Resolutie 130 Veiligheidsraad Verenigde Naties
- Resolutie 208 Veiligheidsraad Verenigde Naties
- Resolutie 272 Veiligheidsraad Verenigde Naties

Lijst ·  133 ·  134 ·  135 ·  136 ·  137 ·  138 ·  139 ·  140 ·  141 ·  142 ·  143 ·  144 ·  145 ·  146 ·  147 ·  148 ·  149 ·  150 ·  151 ·  152 ·  153 ·  154 ·  155 ·  156 ·  157 ·  158 ·  159 ·  160